# Копориће
Копориће (Копорић, Копорићи) је насеље у општини Лепосавић на Косову и Метохији, смештено на падинама Копаоника и 11 km удаљено од Лепосавића. Током средњег века, Копориће је било рударско насеље, рудна област у којој се вадило олово (са малом количином сребра) и трг. У Повељи краља Милутина (1282—1321) из 1315. године, поводом оснивања манастира Бањске, село се помиње под називом Копорити. 1890. то је било погранично село између Србије и Турске, у којем се десио напад на Србе. Боја Јаковевић из Црколеза, Добросав Јефтић из Белице и Добросав Јефтић из Согрла су у извештају од 11. маја 1890. године описали насиља Арнаута против Срба из тих села. Протерали су их у Србију и отели им куће. Седам фамилија од 73 људи се иселило 3. маја. Понудили су да им буду пратња до границе, због сигурности, али су и ту припремили заседу. У пограничном селу, муслимани из села Копориће, тзв. Колашински Турци су тобоже напали њих, али ни један муслиман није страдао, 5 Срба је убијено, један младић је рањен а спасило се само 16 Срба, прелаксом у Србију. Остали су постали плен и робље муслимана из Ибарског Колашина.

## Географија и етимологија
Површина катастарске општине Копориће где је атар насеља износи 883 ha и припада месној заједници Лепосавић. По положају, ово село спада у планинска села (средња надморска висина села је 935 метара), јер је на југозападним обронцима Копаоника и гранично је насеље са општином Брус. На истоку села налази се Ћићавица, са надморском висином од 1268 метара, на којој су на више места стара рударска окна која су данас запуштена. Копориће је богато природним изворима, чија се вода користи за пиће и напајање стоке.
Назив села је настао од речи  копати и рити јер то је предео где се увек копало у потрази за рудом.

## Демографија
- попис становништва 1948: 70
- попис становништва 1953: 123
- попис становништва 1961: 181
- попис становништва 1971: 178
- попис становништва 1981: 126
- попис становништва 1991: 93

У насељу 2004. године живи 86 становника у 27 домаћинства. Данашњи родови су: Гвозденовићи, Грујићи, Милановићи, Радоичићи, Тодићи, Бањци, Миленковићи, Милетићи, Радосављевићи, Димићи, Јанковићи, Мијаиловићи.